# 臥竜湖駅
臥竜湖駅（がりゅうこえき）は、南京市溧水区団山東路と秦淮大道の交差点にある、南京地下鉄S7号線の駅である。

## 駅名
事業着手当初は南京地下鉄集団は「団山路駅」の仮称を用いており、2017年6月21日に「臥龍湖駅」を駅名として第一次公示され、2017年10月11日に第一次公示のより駅名が「臥龍湖駅」に決定したことが発表された。

## 歴史
- 2017年6月20日に駅名が第一次公示された[4]。
- 2017年10月11日に駅名が第二次公示された[1]。

- 2018年5月26日S7号線の駅として開業。

## 駅構造

### のりば
| 番線 | 路線             | 方面                    | 行先              |
| ---- | ---------------- | ----------------------- | ----------------- |
|      | 南京地下鉄S7号線 | 空港新城溧水・柘塘 方面 | 空港新城江寧 行き |
|      | 南京地下鉄S7号線 | 溧水・中山湖・幸荘 方面 | 無想山 行き       |

### 改札・出入口
- 1号出入口:秦淮大道の東側
- 2号出入口:エスカレーター・秦淮大道の西側

## 駅周辺
- 溧水区実験幼稚園支園

## 隣の駅
南京地下鉄
■S7号線
群力駅- 臥竜湖駅- 溧水駅